# Mamfies Abenteuer
Mamfies Abenteuer (Alternativtitel: Mumfie) ist eine britisch-kanadische Zeichentrickserie, die zwischen 1994 und 1998 produziert wurde und eine Neuauflage der britischen Fernsehserie Here Comes Mumfie aus den Jahren 1975 bis 1976 ist.

## Handlung
Der kleine Elefant Mamfie hat riesengroße Ohren und wartet jeden Morgen voller Begeisterung auf ein neues Abenteuer. Allerdings kommt keins und deshalb beschließt er eines Tages auf die Suche nach einem zu gehen. Doch kaum ist er aus seinem Häuschen gegangen und hat den Wald dahinter betreten passieren ihm merkwürdige Dinge.

## Produktion und Veröffentlichung
Die Serie wurde zwischen 1994 und 1998 von The Britt Allcroft Company und Aardman Animations und Lionsgate unter der Regie von Britt Allcroft und Nick Park und dem Drehbuch von Britt Allcroft und John Kane in britisch-kanadischer Kooperation produziert. Dabei sind 3 Staffeln mit 79 Folgen entstanden. Zudem erschien das Weihnachtsspecial Mamfies Reise zum Nordpol (Original: Mumfie’s White Christmas) und der Spielfilm Mumfie’s Quest: The Movie, welcher allerdings nicht ins Deutsche übersetzt wurde.
Die deutsche Erstausstrahlung fand am 19. Oktober 1997 auf dem Kinderkanal statt. Der deutsche Erzähler wird von Wilhelm Wieben gesprochen. Zudem wurde die Serie auf DVD und CD veröffentlicht.

## Episodenliste

### Staffel 1
| Folge (gesamt) | Folge (Staffel) | deutscher Titel                | Originaltitel              |
| 1              | 01              | Wie alles begann               | The Beginning Of Things    |
| 2              | 02              | Die Reise zu Pinkeys Insel     | A Whale Of Discovery       |
| 3              | 03              | Die geheimnisvolle Insel       | Pinkey’s Mysterious Island |
| 4              | 04              | Wirklich gefährlich            | Definitely Danger          |
| 5              | 05              | Die Königin der Nacht          | The Queen Of Night         |
| 6              | 06              | 1000 Meter unter dem Meer      | Bottom Of The Ocean Blues  |
| 7              | 07              | Ein Meer voller Überraschungen | Sea of Surprises           |
| 8              | 08              | Ein Funkeln im Dunkeln         | Sparks In The Dark         |
| 9              | 09              | Auf der Meerhexe               | Eel Appeal                 |
| 10             | 10              | Gemeinsam stark                | Friendship Is A Circle     |
| 11             | 11              | Wieder vereint                 | The Chase Is On            |
| 12             | 12              | Freund oder Feind              | Foe Or Friend?             |
| 13             | 13              | Ein kostbarer Schatz           | A Treasure Beyond Price    |

### Staffel 2
| Folge (gesamt) | Folge (Staffel) | deutscher Titel                    | Originaltitel                      |
| 14             | 01              | Der Wünschelbrunnen                | Mumfie and the Wellwisher          |
| 15             | 02              | Napoleon zieht ein                 | Napoleon Moves In                  |
| 16             | 03              | Strohkopf hat Geburtstag           | Scarecrow’s Birthday Surprise      |
| 17             | 04              | Piratengold und Gummibärchen       | Captain Jellybean’s Treasure Hunt  |
| 18             | 05              | Freunde fürs Leben                 | Scarecrow’s New Best Friend        |
| 19             | 06              | Die Königin des Lichts             | The Black Cat Disappears           |
| 20             | 07              | Abenteuer unter Wasser             | A Grouper’s Tooth                  |
| 21             | 08              | Wer ist da im Keller?              | Things That Go Bump                |
| 22             | 09              | Immer Tag, keine Nacht             | Days Without Night                 |
| 23             | 10              | Vom Winde verweht                  | If The Hat Fits                    |
| 24             | 11              | Das Vogelhaus                      | The Bird House                     |
| 25             | 12              | Strohkopf, die Vogelscheuche       | Making A Stand                     |
| 26             | 13              | Spaß nach Vorschrift               | Bristle’s Holiday                  |
| 27             | 14              | Ferien für Walter                  | Bring The Mountain To Whale        |
| 28             | 15              | Riesenzahnschmerzen                | The Whole Tooth                    |
| 29             | 16              | Der unglückliche Fisch             | A Fishy Tale                       |
| 30             | 17              | Ein Tag am Strand                  | A Day At The Seaside               |
| 31             | 18              | Perlenräuber                       | The Perils Of Pearl                |
| 32             | 19              | Verirrt im Nebel                   | A Foggy Day                        |
| 33             | 20              | Der tierische Wäschetrockner       | Reindeers Keep Dropping On My Head |
| 34             | 21              | Ich wünsch’ mir einen Pflaumenbaum | When You Wish Upon A Tree          |
| 35             | 22              | Der Gast                           | The Guest                          |
| 36             | 23              | Die einsame Wolke                  | The Lost Cloud                     |
| 37             | 24              | Alter Napoleon!                    | An Age Old Problem                 |
| 38             | 25              | Was tun?                           | Davy Jones’ Story                  |
| 39             | 26              | Drachen im Wind                    | Let’s Go Fly A Kite                |
| 40             | 27              | Das geheimnisvolle Bild            | As Pretty As A Picture             |

### Staffel 3
| Folge (gesamt) | Folge (Staffel) | deutscher Titel                   | Originaltitel                    |
| 41             | 01              | Drunter und drüber                | The Goose and I                  |
| 42             | 02              | Wenn Fifi kocht                   | Fifi Takes A Vacation            |
| 43             | 03              | Die Benimm-Schule                 | Mind Over Manners                |
| 44             | 04              | Alte Regeln, neue Regeln          | Bristle’s Blues                  |
| 45             | 05              | Der einsame Seestern              | Case Of The Missing Sand         |
| 46             | 06              | Hund und Katze                    | Reigning Cats And Dogs           |
| 47             | 07              | Pinkeys erster Winter             | Pinkey’s First Winter            |
| 48             | 08              | Hilfe in der Not                  | Friends Come First               |
| 49             | 09              | Der Zaubergarten                  | Pinkey’s Garden                  |
| 50             | 10              | Wunschlos glücklich               | If Wishes Were Pancakes          |
| 51             | 11              | Piraten im Haus                   | Mumfie Can’t Say No              |
| 52             | 12              | Mumfie im Pech                    | Luck Or No Luck                  |
| 53             | 13              | Freunde helfen sich               | All Work and No Play             |
| 54             | 14              | Abenteuer im Ballon               | Up, Up and Away                  |
| 55             | 15              | Das verlorene Herz                | A Royal Mis-understanding        |
| 56             | 16              | Wo ist Strohkopf?                 | Cabin Fever                      |
| 57             | 17              | Mumfies verrückter Traum          | Mumfie’s Lost Button             |
| 58             | 18              | Verloren – gefunden               | Isle of Lost Things              |
| 59             | 19              | Spuren im Schnee                  | Abominable Pinkey                |
| 60             | 20              | Die verschwundene Wäsche          | The Sock Snatchers               |
| 61             | 21              | Walter geht an Land               | Small For A Day                  |
| 62             | 22              | Der verschwundene Sonnenuntergang | Sunrise, Sunset                  |
| 63             | 23              | Regentag                          | The Album                        |
| 64             | 24              | Mumfie hält die Zeit an           | Time Waits For No Mumfie         |
| 65             | 25              | Verflixter Flicken                | Upside Down Magic                |
| 66             | 26              | Pinkey geht zum Zirkus            | The Star Attraction              |
| 67             | 27              | Einmal zum Mond                   | Aiming For The Moon              |
| 68             | 28              | Endlich Frühling!                 | The Music Of Spring              |
| 69             | 29              | Leichter als Luft                 | Lighter Than Air                 |
| 70             | 30              | Flug-Fieber                       | Flying Fever                     |
| 71             | 31              | Der Troll                         | It Won’t Be Alright On The Night |
| 72             | 32              | Strohkopfs Märchen                | Scarecrowella                    |
| 73             | 33              | Neulich im Wald                   | Once And Future Mumfie           |
| 74             | 34              | Der Schokoladen-Kuchen            | Pop Goes The Weasel              |
| 75             | 35              | Strohkopf und der Löwe            | The Amazing Scarecrow            |
| 76             | 36              | Fifis Geburtstag                  | French Lessons                   |
| 77             | 37              | Reise zu den Sternen              | The Starduster                   |
| 78             | 38              | Erwin ist neugierig               | Orders Are Orders                |
| 79             | 39              | Die Zauberglocke                  | Jingle Bell                      |